# 大和田俊
大和田 俊（おおわだ しゅん、1985年 - ）は、日本のサウンドアーティスト。

## 略歴
1985年、栃木県塩谷郡栗山村（現在の日光市）生まれ。
2004年、栃木高校卒業。
2010年、東京芸術大学音楽学部音楽環境創造科卒業。
2012年、東京芸術大学大学院美術研究科先端芸術表現専攻修了。

## 展示
- 「Tokyo Experimental Festival Vol.9」（トーキョーワンダーサイト本郷，東京，2014）[2]
- 「裏声で歌へ」(小山市立車屋美術館、栃木、2016)
- 「不純物と免疫」（Tokyo Arts and Space、東京、2017 / BARRAK 1、那覇、2018）
- 「Ars Electronica 2018」 (リンツ、オーストリア、2018)
- 「Biennale WRO」(ヴロツワフ、ポーランド、2019)
- 「BIENNALE NÉMO 2019」（パリ、フランス、2019）
- 「STAY TUNE/D」 （Gallery 無量、富山、2019）
- 「破裂 OK ひろがり」(小山市立車屋美術館、栃木、2020)[3][4]
- 「地球をかたづける」（札幌文化芸術交流センター SCARTS、札幌、2021-2022年）